# Eufemia węgierska
Eufemia węgierska (zm. 2 kwietnia 1111) – królewna węgierska, księżna morawska z dynastii Arpadów.

## Życiorys
Córka Andrzeja I, króla Węgier, i ruskiej księżniczki Anastazji. Dawniej uchodziła za córkę Beli I, młodszego brata Andrzeja. 
Została wydana za mąż za morawskiego księcia Ottona I Pięknego. 
Nieliczne późne źródła błędnie przypisywały jej za męża zmarłego w niemowlęctwie lub dzieciństwie Ottona, syna Kazimierza I Odnowiciela. Tę nieznajdującą poparcia w faktach hipotezę obalił ostatecznie w 1895 roku Oswald Balzer.